# Pierre Molères
Pierre Molères (ur. 21 listopada 1932 w Dax) – francuski duchowny rzymskokatolicki, w latach 1986-2008 biskup Bajonny.

## Życiorys
Święcenia kapłańskie przyjął 14 kwietnia 1962. 21 stycznia 1986 został mianowany koadiutorem diecezji Bajonna. Sakrę biskupią otrzymał 2 marca 1986. 13 czerwca tegoż roku objął urząd biskupa diecezjalnego. 15 października 2008 przeszedł na emeryturę.